# Veronica persica
Veronica persica es una especie fanerógama de planta nativa de Eurasia, pero también muy extendida en los Estados Unidos, y el este de Asia (incluyendo Japón).

## Descripción general
La semilla deja aparecer cotiledones triangulares , con base truncada. Hojas de pedúnculo corto, ampliamente aovadas, con márgenes serrados. V. persica tiene tallos débiles que forman una densa cubierta, postrada en tierra. Los brotes de tallos son a menudo ascendente, y las hojas más bajas son apareadas, y  alternadas en la parte superior del tallo. Las hojas de peciolo corto son más grandes que aquellas más amplias y toscamente dentadas.
Las flores son de color azul cielo oscuro con rayas oscuras y un centro blanco, y son zigomórficas (sólo tienen un plano de simetría, que es vertical). Son solitarios en brotes pilosos y delgados, en las axilas de las hojas.
- Datos: Q157397
- Multimedia: Veronica persica / Q157397
- Especies: Veronica persica

## Hábitat
Suele encontrarse en bordes de arroyos aunque También puede ser vista en zonas de Alta humedad y en el pasto de áreas lluviosas.